# 李毓珊
李毓珊（1943年—2021年2月26日），男，回族，云南保山人，中国舞蹈教育家，曾任中央民族歌舞团团长，中国舞蹈家协会副主席、顾问。